# فاي جونز
فاي جونز (بالإنجليزية: Fay Jones)‏ هي رسامة أمريكية، ولدت في 1936.